# منتخب السويد لكرة الأرض للرجال
منتخب السويد الوطني لكرة الأرض للرجال (بالسويدية: Sveriges herrlandslag i innebandy)‏ هو ممثل السويد الرسمي في المنافسات الدولية في كرة الأرض .

## بطولة العالم لكرة الأرض
| العام | البلد المضيف | المرتبة       |
| ----- | ------------ | ------------- |
| 1996 ‏ | السويد       | المركز الأول  |
| 1998 ‏ | التشيك       | المركز الأول  |
| 2000 ‏ | النرويج      | المركز الأول  |
| 2002 ‏ | فنلندا       | المركز الأول  |
| 2004 ‏ | سويسرا       | المركز الأول  |
| 2006 ‏ | السويد       | المركز الأول  |
| 2008 ‏ | التشيك       | المركز الثاني |
| 2010 ‏ | فنلندا       | المركز الثاني |
| 2012 ‏ | سويسرا       | المركز الأول  |
| 2014 ‏ | السويد       | المركز الأول  |
| 2016 ‏ | لاتفيا       | المركز الثاني |
| 2018 ‏ | التشيك       | المركز الثاني |